# 1925 no desporto

## Eventos
- 26 de janeiro - O Atlético Paranaense é campeão paranaense pela primeira vez.
- 15 de abril a 20 de maio - Torneio de xadrez de Baden-Baden de 1925, vencido por Alexander Alekhine.[1]
- 19 de abril - É fundado na cidade de Santiago, no Chile, o Club Social Y Deportivo Colo-Colo, que, com o passar dos anos, se tornaria o mais popular do país.
- 1 de maio - Fundação do Barcelona Sporting Club, clube de Guayaquil, no Equador.
- 30 de maio - Peter DePaolo vence as 500 Milhas de Indianápolis.
- 9 de novembro - Fundação do Mirassol Futebol Clube
- 10 de novembro a 7 de dezembro - Torneio de xadrez de Moscou de 1925, vencido por Efim Bogoljubow.[2]
- 12 de dezembro - Fundação do Enterriense Futebol Clube - Três Rios, Rio de Janeiro, Brasil

## Nascimentos
| Data           | Nome                   | Profissão            | Nacionalidade   | Observações | Ref   |
| -------------- | ---------------------- | -------------------- | --------------- | ----------- | ----- |
| 31 de janeiro  | Micheline Lannoy       | patinadora artística | Bélgica         | m. 2023     | [ 3 ] |
| 21 de maio     | Luis Molowny           | futebolista          | Espanha         | m. 2010     | [ 4 ] |
| 20 de junho    | Doris Hart             | tenista              | Estados Unidos  | m. 2015     | [ 5 ] |
| 5 de julho     | Ali Çetiner            | ciclista             | Turquia         |             |       |
| 23 de julho    | Pierre Baugniet        | patinador artístico  | Bélgica         | m. 1981     | [ 6 ] |
| 6 de agosto    | Eddie Baily            | futebolista          | Inglaterra      | m. 2010     | [ 7 ] |
| 2 de novembro  | Gretchen Merrill       | patinadora artística | Estados Unidos  | m .1965     | [ 8 ] |
| 21 de novembro | José Carlos Bauer      | futebolista          | Brasil          | m. 2007     | [ 9 ] |
| 7 de dezembro  | Hermano da Silva Ramos | automobilista        | França · Brasil |             |       |

## Mortes
| Data | Nome | Profissão | Nacionalidade | Observações | Ref |
| ---- | ---- | --------- | ------------- | ----------- | --- |